# (3142) Kilopi
(3142) Kilopi est un astéroïde de la ceinture principale.

## Description
C'est un astéroïde de la ceinture principale. Il fut découvert par André Patry le 9 janvier 1937 à Nice.
Son nom est un jeu de mots oral fondé sur l'homophonie et la polysémie (calembour, de kilo et pi équivalent à mille fois pi, avec π ≈ 3,142 : {\displaystyle 1000\times 3,142=3142} ce qui donne approximativement le nombre 3142).

## Compléments